# Sworzyce (osada leśna w województwie wielkopolskim)
Sworzyce – osada leśna w Polsce, położona w województwie wielkopolskim, w powiecie grodziskim, w gminie Grodzisk Wielkopolski.
W latach 1975–1998 miejscowość administracyjnie należała do województwia poznańskiego.